# ويليام ماركس (لاعب كرة مضرب)
ويليام ماركس (بالفرنسية: Guillaume Marx)‏ هو لاعب كرة مضرب فرنسي، ولد في 24 مايو 1972.

## وصلات خارجية
- ويليام ماركس على موقع رابطة محترفي التنس (الإنجليزية)
- ويليام ماركس على موقع الاتحاد الدولي لكرة المضرب (الإنجليزية)
- ويليام ماركس على موقع خلاصة التنس.كوم (الإنجليزية)